# 더 긱스
더 긱스(The Geeks)는 대한민국의 록 밴드이다. 1999년 결성하였으며 스트레이트 에지문화를 추구하는 하드코어 펑크 밴드이다.

## 구성원
- 서기석 - 보컬
- 강준성 - 기타
- 정봉규 - 베이스
- 최임영 - 드럼

## 음반 목록

### 싱글
- What'S Inside (2005년)

### 정규 음반
- Every Time We Fall (2007년)

### 컴필레이션
- From The Start (2004년)

### 라이브 음반
- ALWAYS CLASSICS (2010년)

### 트리뷰트 음반
- No Future For You ~Tribute To Sex Pistols~ (2008년)
- Carry The Torch : A Tribute To Kid Dynamite (2010년)

### 참여 음반
- In My Pain - Together As One : Far East Hardcore Split (2001년, 스플릿앨범)
- International Straight Edge Compilation : Bridging Oceans (2004년)
- New Kids On The Townhall (2005년)

## 공연
- 2005년 북미투어
- 2007년 북미투어
- 2013년 사우스 바이 사우스웨스트